# Sigfrid Lorentz Persson Gahm
Sigfrid Lorentz Persson Gahm, född 7 september 1725 på Helgaryd i Gårdsby, Kronobergs län, död 29 oktober 1794 i Stockholm, var en svensk kammarskrivare, ritlärare, tecknare och arkivforskare.
Han var son till salpetersjuderidirektören Pehr Gahm och Caisa Kielman och från 1758 gift med Margareta Katarina Boltenhagen samt far till Gerhard Gahm. Gahm Persson blev student vid Uppsala universitet 1744, kammarskrivare i Krigskollegium 1750, och var även verksam som ritlärare. Gahm Persson, som var fattig och sjuklig, använde all sin lediga tid till att i arkiven samvetsgrant avskriva historiska och biografiska urkunder. Dessa Gahm Perssons samlingar, Acta litteraria 1541–1773 i 20 band, biografiska samlingar i 17 band, Archivum smolandicum i 12 band, samt Samlingar om förbjudne böcker i 11 band, inköptes 1804 av Uppsala universitetsbibliotek. En annan serie Archivum smolandicum finns i Växjö stiftsbibliotek. Gahm Perssons boksamling köptes av Daniel Georg Nescher och kom 1827 till Kungliga biblioteket. Själv utgav Gahm Persson endast ett fåtal skrifter, bland annat Kungl. stadgar... ang. Swea rikes landt-milice (1762–1965). Han har för eftervärlden blivit mest känd som samlare av historiska och biografiska urkunder som numera förvaras vid Uppsala universitetsbibliotek och Växjö stiftsbibliotek. Som konstnär var han huvudsakligen verksam som lärare. Gahm-Persson är representerad vid Uppsala universitetsbibliotek med en handteckning.